# Lata Tondon
Lata Tondon (sinh ngày 15 tháng 4 năm 1980) là một đầu bếp người Ấn Độ đến từ thành phố Rewa thuộc bang Madhya Pradesh, Ấn Độ. Bà đã giành Kỷ lục Guinness cho cuộc thi nấu ăn marathon. Bà giành được kỷ lục vào tháng 9 năm 2019 sau khi nấu ăn không ngừng nghỉ trong 87 giờ 45 phút để hoàn thành phần cuộc thi nấu ăn marathon (nấu ăn liên tục trong nhiều giờ nhất).

## Xuất thân
Lata Tondon sinh ngày 15 tháng 4 năm 1980 tại thành phố Rewa thuộc vùng đông bắc bang Madhya Pradesh, Ấn Độ. Tuổi thơ của bà chỉ xoay quanh việc nấu nướng. Khi còn trẻ, Tondon được truyền nguồn cảm hứng nấu ăn từ ông nội và bắt đầu từ đó. Theo Hindustan Times, Tondon cho biết rằng mẹ và mẹ chồng bà đã góp phần rất lớn cho sự nghiệp đầu bếp của bà bằng cách dạy cách nấu ăn. Tondon đã theo học tại Học viện Đầu bếp London, Vương quốc Anh. Bà cũng từng làm việc với đầu bếp người Pháp Claude Bosi và đầu bếp người Mỹ Jun Tanaka.

## Sự nghiệp
Vào năm 2018, Tondon đã dành chiến thắng cuộc thi đầu bếp Ấn Độ Quốc tế. Năm 2019, bà đã giành được Kỷ lục Guinness cho cuộc thi nấu ăn marathon. Bà là người phụ nữ đầu tiên đạt Kỷ lục Guinness cho cuộc thi nấu ăn marathon. Không chỉ có vậy, Tondon cũng là nữ đầu bếp đầu tiên ghi tên vào sách Kỷ lục Guinness. Lonton đã nấu ăn không ngừng nghỉ trong vòng 87 giờ 45 phút. Bà đã nấu hơn 1,600 kg ngũ cốc, đã làm 400 vada pav, 250 sandwich và một loạt các món ăn khác. Thức ăn được phục vụ cho hơn 20,000 người, bao gồm nhiều du khách, trẻ em từ các trại trẻ mồ côi, trường khiếm thị và người già từ các viện dưỡng lão. Đầu bếp và nhà bảo vệ môi trường đã sử dụng nền tảng này để khuyến khích mọi người trồng hơn 17,000 cây non.
Tondon đã làm việc tại Ấn Độ và Vương Quốc Anh. Ngoài ra, bà cũng là diễn giả của TEDx. Tondon quyết tâm lấy các nguyên liệu Ấn Độ siêu giàu chất độc lạ và tạo ra các món ăn thay đổi nhận thức hạn chế về ẩm thực Ấn Độ. Không chỉ có vậy, Tondon còn cố gắng đạt được mục tiêu không lãng phí thực phẩm và thực hiện chế độ ăn uống lành mạnh.

## Danh dự
Lata Tondon đã dành được nhiều giải thưởng khác nhau, trong đó có Sách kỷ lục Ấn Độ, Sách kỷ lục châu Á, Sách kỷ lục Đông Dương, sách kỷ lục Việt Nam và Sách kỷ lục Nepal.